# San Pawl il-Baħar
San Pawl il-Baħar Málta egyik helyi tanácsa, lakossága 13 619 fő (2005). A turisták körében inkább ismert angol neve St. Paul's Bay, olasz neve Baia di San Paolo. Neve Pál apostol hajótörésére utal, amely a hagyomány szerint a közelben történt.
A helyi tanács települései és külterületei még: Bidnija (részben), Burmarrad, Buġibba, Għajn Tuffieħa (részben), Mistra (részben), Msiellet, Qawra, Xemxija.

## Története

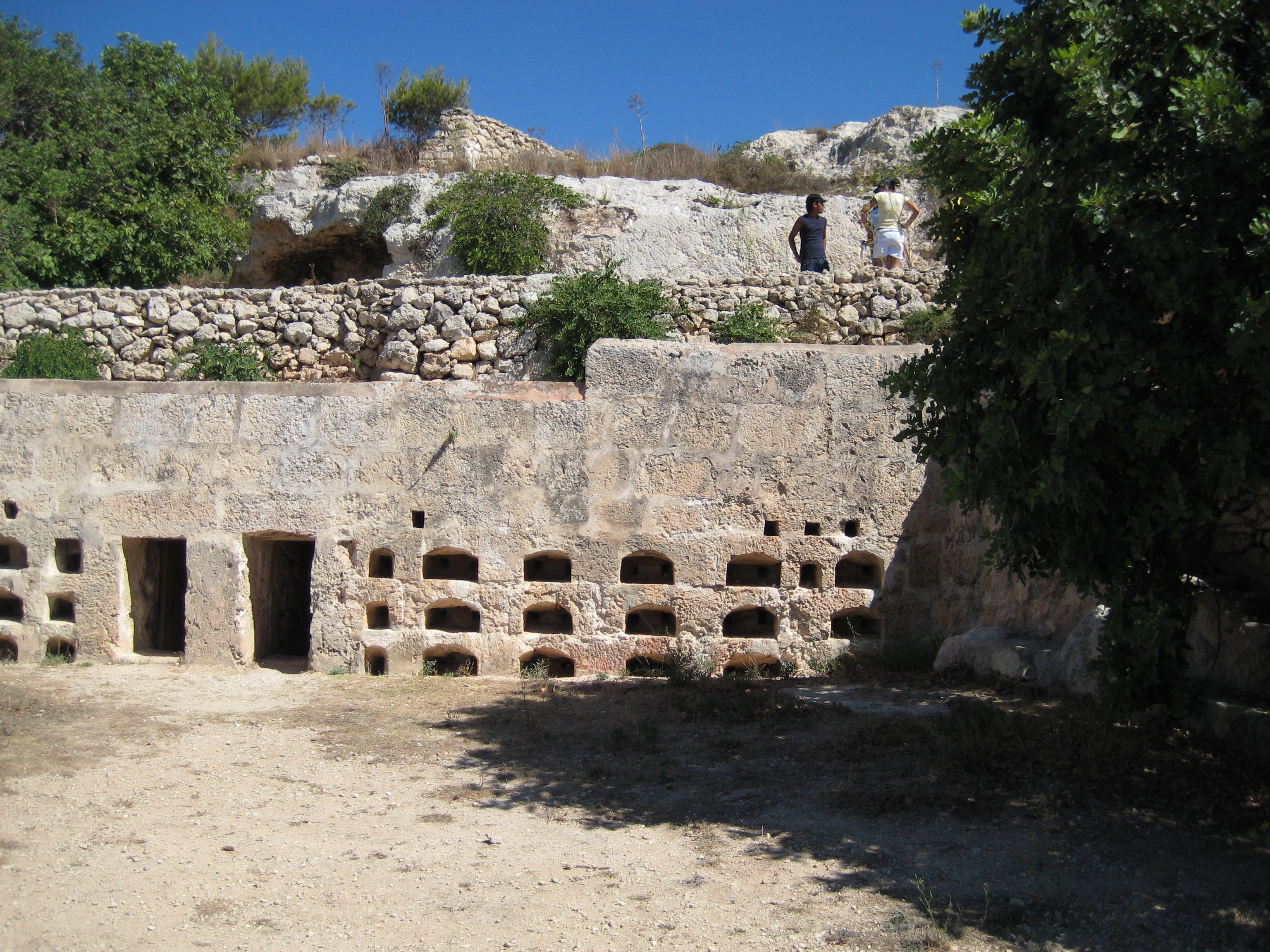
Római méhkaptárak Xemxija mellett

A terület legelső emlékei a keréknyomok (cart ruts). Emellett Xemxijánál a sziget legkorábbi telepeseitől származó sírok vannak. Ezután a római korban említik, kikötőjének fontosságát jelzik az öbölben talált horgonyok és a tengerpartról a sziget belsejébe vezető út maradványai. Szent Pál Apostolok cselekedeteiben leírt hajótörése után a hagyomány szerint itt szállt partra. Az arab hódítás idején a terület elnéptelenedett, és védtelensége miatt egészen a Jeruzsálemi Szent János Ispotályos Lovagrend koráig lakatlan maradt. A ma is álló Ta' Tabibu farmépület lett a 14. századtól a milícia (Id-Dejma) őrhelye az öbölben, egészen az őrtorony megépültéig ez biztosította a területet. A 17. században két őrtorony és három tüzérségi állás is épült az öblök fölé, kezdetben Alof de Wignacourt nagymester utasítására, ezzel újra elkezdődött a terület betelepítése. Brichelot és Bremond 1718-ban kiadott térképén az öböl Cala de S. Paul, az erőd Fort S. Paul néven szerepel, valamint megtalálható rajta Caura (Qawra),  Cala del Sallino (a sólepárlók és Qawra között), és a Cala Misbrea (Xemxija és a félsziget csúcsa között). A Szent Pál-öböl neve után a que est le lieu de son naufrage (amely az ő hajótörésének helye) megjegyzés áll.
1798. június 10-én a megszálló francia csapatok egyike itt szállt partra, hogy Notabile ostromára induljon. A brit uralom idején a két kis halászfalu, San Pawl és Xemxija mellett a szomszédos öblökben kis üdülőtelepek alakultak ki, a mai Buġibba és Qawra elődei.
1993 óta Málta helyi tanácsainak egyike. 2004. december 8-án Qawra (és Buġibba) önálló egyházközség lett, Assisi Szent Ferenc védelme alatt.

## San Pawl il-Baħar ma
Málta egyik legnagyobb területű helyi tanácsa. Az öböl környéke a helyiek körében mint kikötő- és horgászhely ismert, a turisták pedig Buġibba és Qawra szállodáit töltik meg nyaranta. A lakosság ilyenkor kb. 60 000-re ugrik. A helyi tanács törekszik az utcák, utak folyamatos karbantartására, 2011 tavaszán pedig új partmenti sétány (promenade) épült a Ta' l-għazzenin nevű helytől a Wignacourt torony mögött az általános iskoláig. Ta' Fra Bennél 2014-Ben megnyílt a Nemzeti Akvárium is.

## Bidnija
Mdina után Málta második legkisebb települése (308 lakos). A leginkább földművelő falut hatalmas művelt területek veszik körül. 1920 és 1922 között épült fel temploma. Az 1993-as közigazgatási reformkor nem lett önálló helyi tanács, sőt a falut megosztották Mosta és San Pawl helyi tanácsai között.
Koordinátái: 35° 55' 37.00", 14° 23' 54.00"

## Buġibba
A szomszédos Qawrával gyakorlatilag egyetlen üdülőterületet alkotó település olcsó szállodáiról, kaszinóiról éttermeiről híres a turisták körében. A helyiek lenézik a rendszertelenül épült, "nem máltai" városkát. Homokos tengerpartján legfeljebb ötvenen férnek el, amúgy a part sziklás. A település buszpályaudvara több regionális járat kiindulópontja.

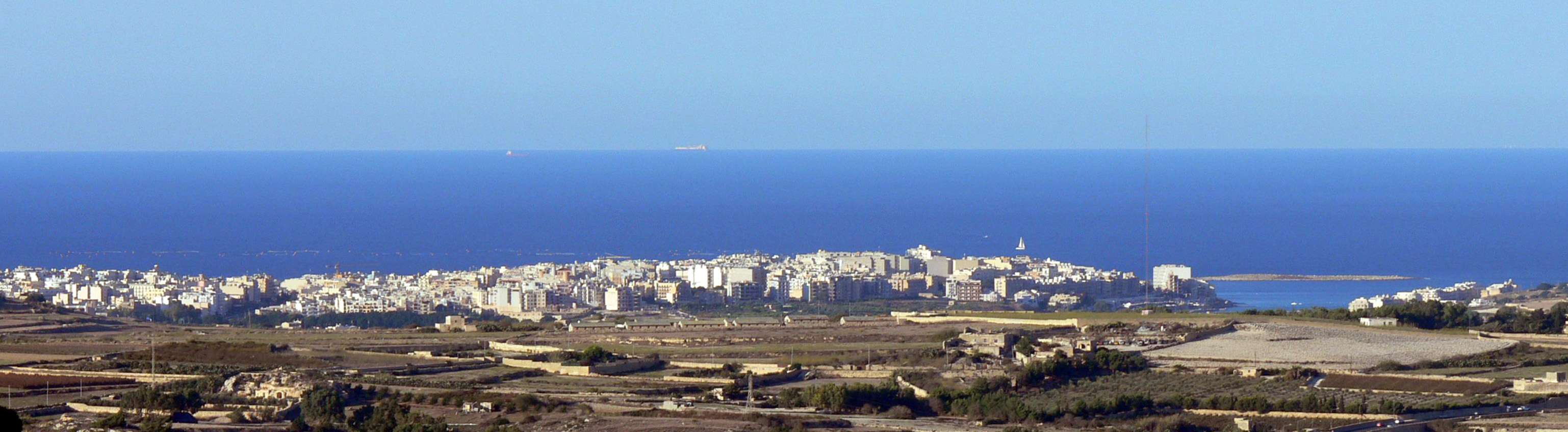
Buġibba és Qawra panorámája Mdina falairól

Koordinátái: 35° 57' 15.92", 14° 25' 7.77"

## Burmarrad
Apró község. Legfőbb nevezetessége a Mária Szeplőtelen Szíve plébániatemplom, illetve a Szt. Pál-templom (felszentelték 1964-ben), amely egy római villa alapjaira épült. 2010. márciusától részlegesen önálló mini-tanácsot kap.

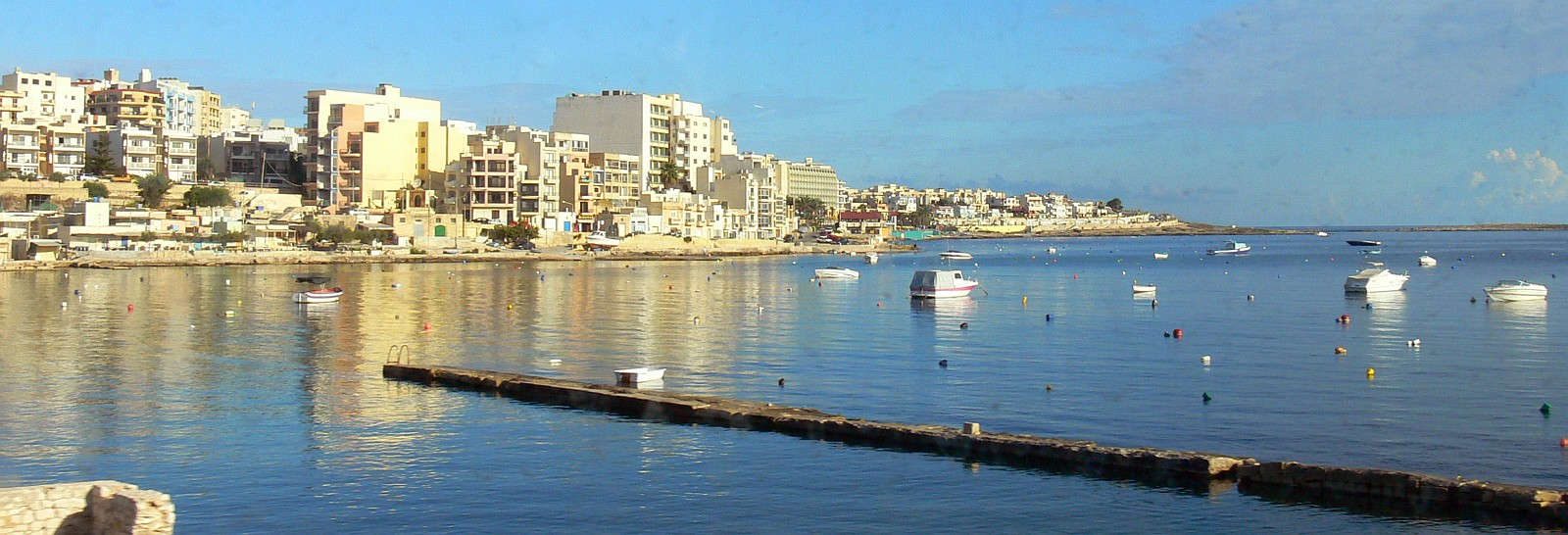
Qawra

Koordinátái: 35° 56' 6.50", 14° 24' 47.53"

## Qawra
A mára rendszertelen várossá növekedett üdülőtelep Málta egyik legfontosabb turista-célpontja, leginkább olcsó szálláshelyei miatt. Bár nincs homokos tengerpartja, a sziklákon rengetegen másznak le a tengerbe úszni vagy fürdeni. Számos étterem, kaszinó, pub és night club is várja a turistákat. Legfontosabb történelmi emléke az Qawra Tower, egy Jean-Paul de Lascaris-Castellar nagymester által építtetett őrtorony.
2004. december 8. óta önálló plébánia. Modern plébániatemploma Richard England tervei alapján épült.

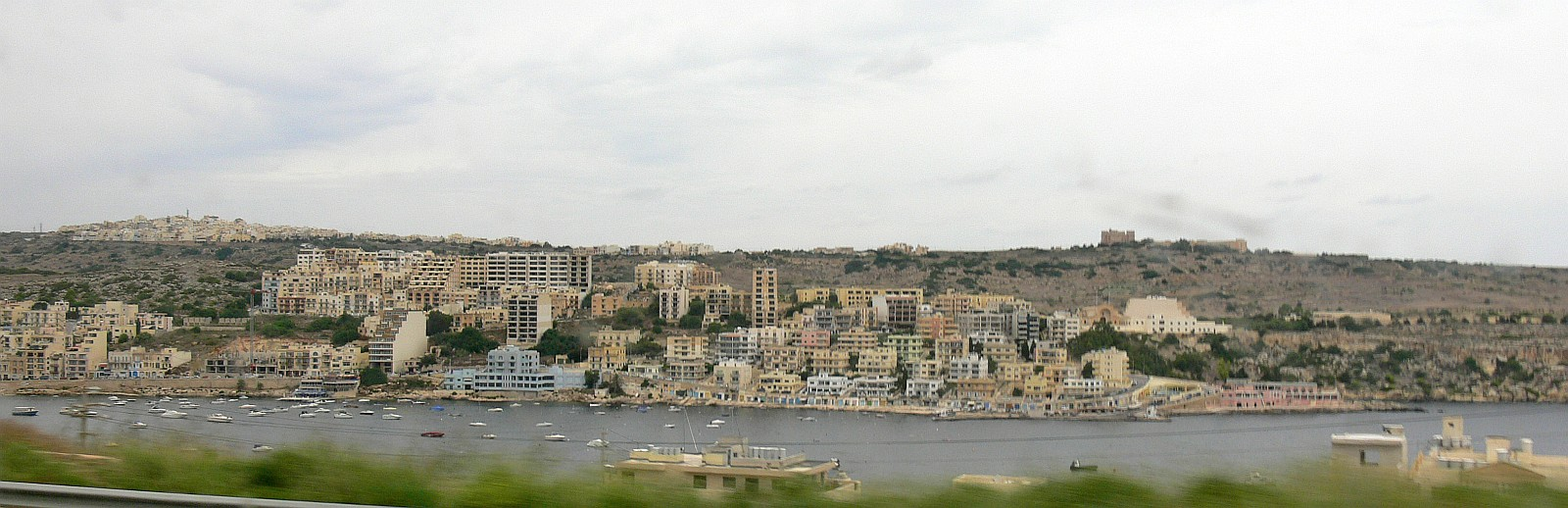
Xemxija

Koordinátái: 35° 57' 10.04", 14° 25' 21.53"

## Xemxija
Nevének jelentése napos. A Szent Pál-öböl szemközti oldalán álló kis üdülőtelep kis halászkikötőjéről ismert, illetve itt halad el az egyetlen főút a szomszédos Mellieħa, a sziget északi része felé.
A mai település nagy része az 1980/90-es években épült. Régészeti emlékeit leginkább föníciai sírok, templomromok és néhány megalitikus kő és sír alkotja.
Koordinátái: 35° 57' 0.66", 14° 23' 6.19"

## Önkormányzata
A kiterjedt területet tizenegy tagú tanács irányítja. A jelenlegi, hetedik tanács 2012 óta van hivatalban.
Polgármesterei:
- Michael Gonzi (1993-1996)
- nincs adat (1996-1999)
- Paul Buġeja (1999-2008)
- Graziella Galea (Nemzeti Párt, 2008-2012)
- Mario Salerno (Munkáspárt, 2012-) - érdekesség, hogy korábban Kirkop polgármestere is volt

## Ünnepei
- San Pawl il-Baħar: Szent Pál (június 29.)
- Qawra és Buġibba: Assisi Szent Ferenc (szeptember 17.)
- Burmarrad: Mária Szeplőtelen Szíve

## Nevezetességei

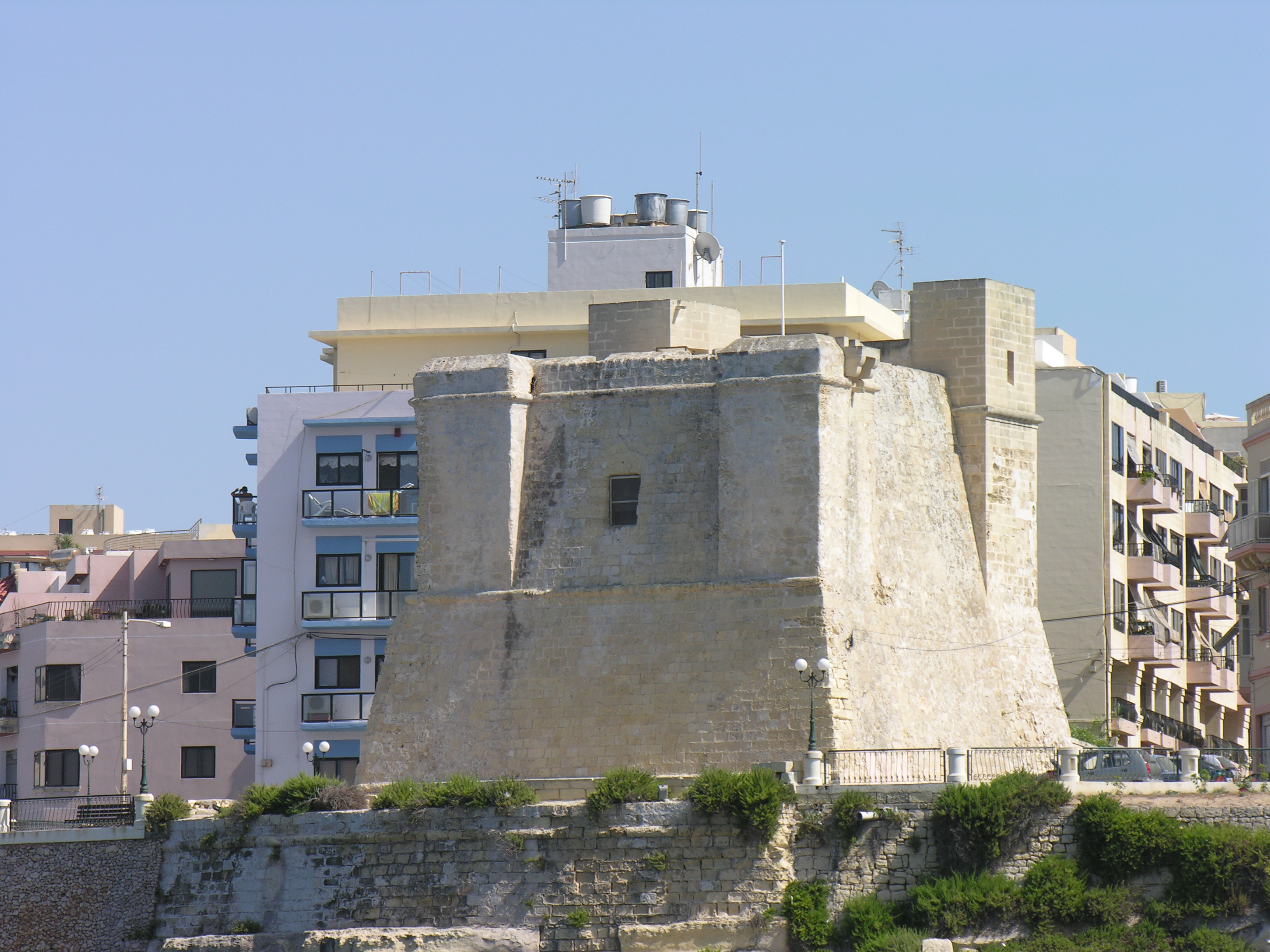
Az öböl lovag-kori őrtornya

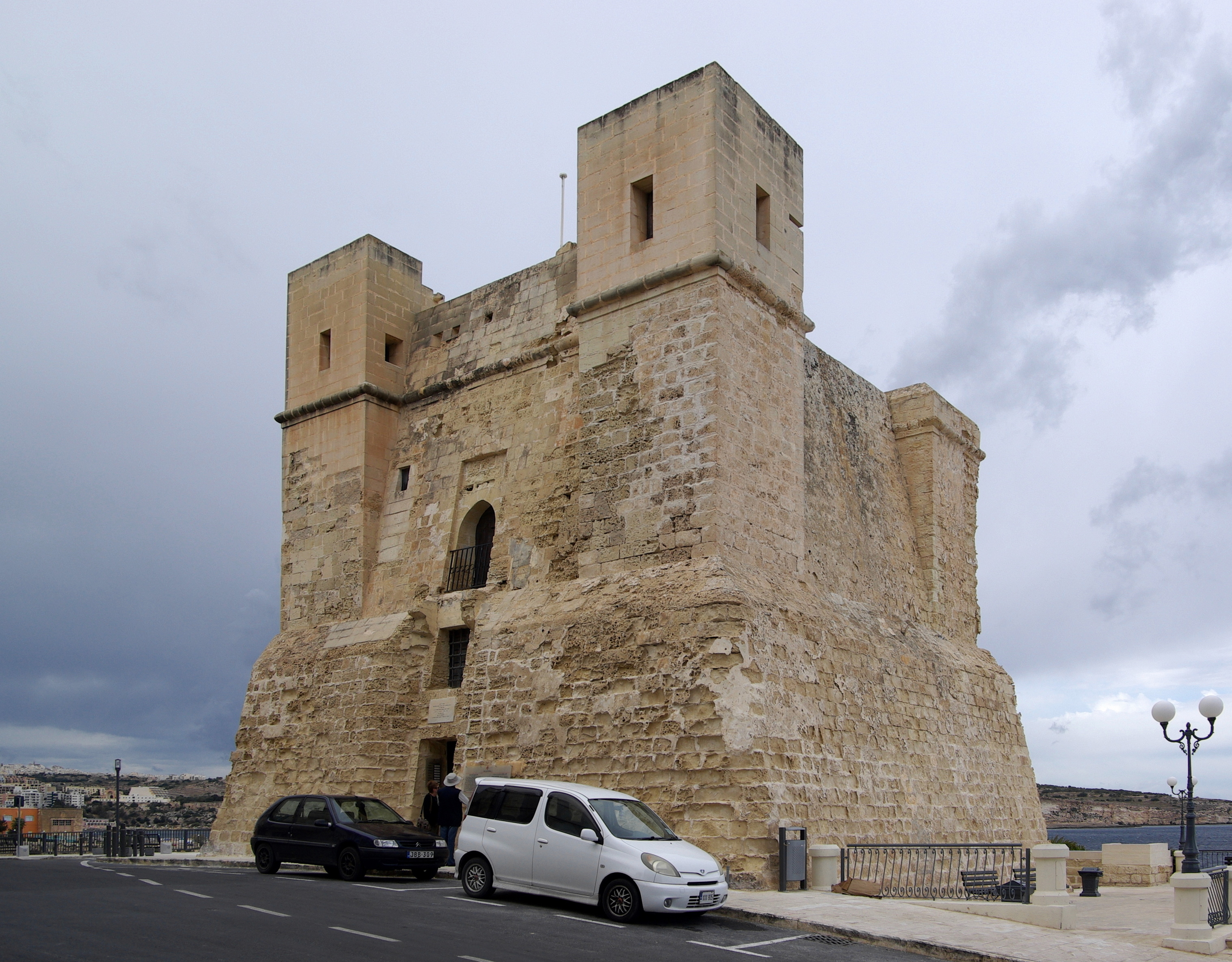

- Szt. Pál-templom: csak nyaranta van nyitva
- Szt. Pál-torony (St. Paul Tower): Málta legrégibb megmaradt parti őrtornya.[7] 1610-ben építtette az öböl védelmére Alof de Wignacourt nagymester. Ma múzeum található benne, amely a lovagok építészetét mutatja be tervrajzmásolatokon és modelleken, valamint a hozzájuk kapcsolódó legendákon keresztül, a felső emeleten pedig a tüzérparancsnok helyreállított szobájába léphetünk[8] Közelgő felújítását az EU is támogatja.[7]
- Keréknyomok
- Ta' Tabibu ház: a 14. századi épület a milícia őrhelye volt a Wignacourt-torony megépültéig. Ma szigorú védelem alatt áll[9]

## Kultúra
Band clubja a St. Paul's Bay Band Club.

## Sport
Sportegyesületei:
- Barracudas Sports Club
- Hoopsters BC
- Sirens Sports Club
- Boccia: Klabb tal-Boċċi Buġibba
St. Paul’s Bay Thalassalejn Boċċi Klabb
- Labdarúgás: Sirens Football Club
- Túraautó: Island Car Club
- Vitorlázás: Malta Young Sailors Club

## Közlekedés
A viszonylag nagy területen csak a főbb utak jó minőségűek. 
Sok autóbuszvonal halad át:
- 31 (Valletta-Mosta-Buġibba)
- 41 (Valletta-Birkirkara-Ċirkewwa)
- 42 (Valletta-Ħamrun-Ċirkewwa)
- 45 (Valletta-Mosta-Buġibba)
- 48 (Valletta-Mosta-Buġibba)
- 49 (Valletta-Buġibba-Għadira)
- 186 (Rabat-Buġibba)
- 203 (Sliema-Mosta-Buġibba)
- 212 (Sliema-Buġibba)
- 221 (Ċirkewwa-Buġibba)
- 222 (Sliema-Buġibba-Ċirkewwa)
- 223 (Għajn Tuffieħa-Buġibba)
- 225 (Sliema-Buġibba-Għajn Tuffieħa)
- 250 (Valletta-Mosta-Buġibba-Għadira)
- 280 (Mater Dei kórház-Mosta-Buġibba)
- N11 (San Ġiljan-Ċirkewwa, éjszakai)
- N11A (San Ġiljan-Buġibba, éjszakai)
- N212 (Sliema-Buġibba, éjszakai)
- X1 (Repülőtér-Ċirkewwa, expressz)
- X3 (Repülőtér-Buġibba, expressz)
- TD9 (Buġibba-San Ġiljan-Valletta, expressz)

A leírtak a 2018. decemberi állapotot tükrözik!